# Großbottwarer Tor

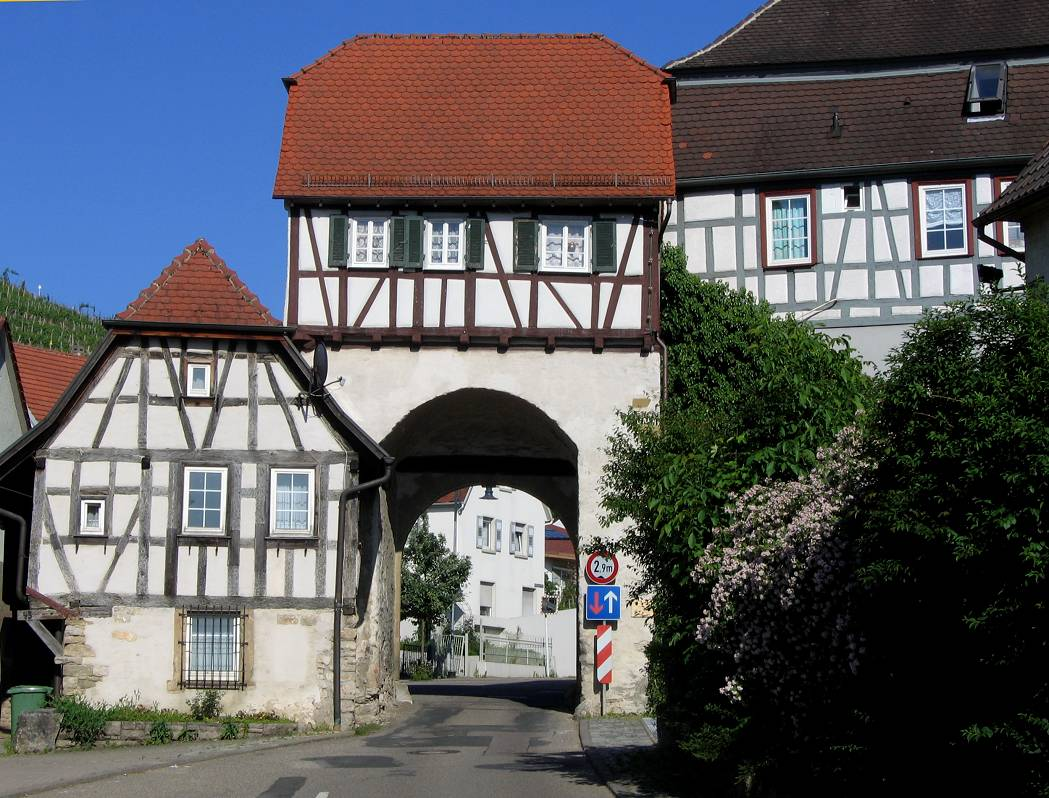
Großbottwarer Tor in Mundelsheim (Stadtseite)

Das Großbottwarer Tor (auch als Oberes Tor bezeichnet) in Mundelsheim, einer Gemeinde im Landkreis Ludwigsburg in Baden-Württemberg, wurde im ausgehenden Mittelalter errichtet. Zudem wurde dieses über die Jahre hinweg bereits mehrmals saniert. Das Großbottwarer Tor ist das einzige erhaltene von einst drei Torhäusern der Stadtbefestigung und ist ein geschütztes Kulturdenkmal.
Der aus Bruchstein gemauerte, hohe Torbogen wurde 1539 mit einem Fachwerkaufbau versehen. Im Torhaus wohnten ursprünglich der Torschreiber und später die Kuh- und Schweinehirten.